# Brutalidad policial en Perú

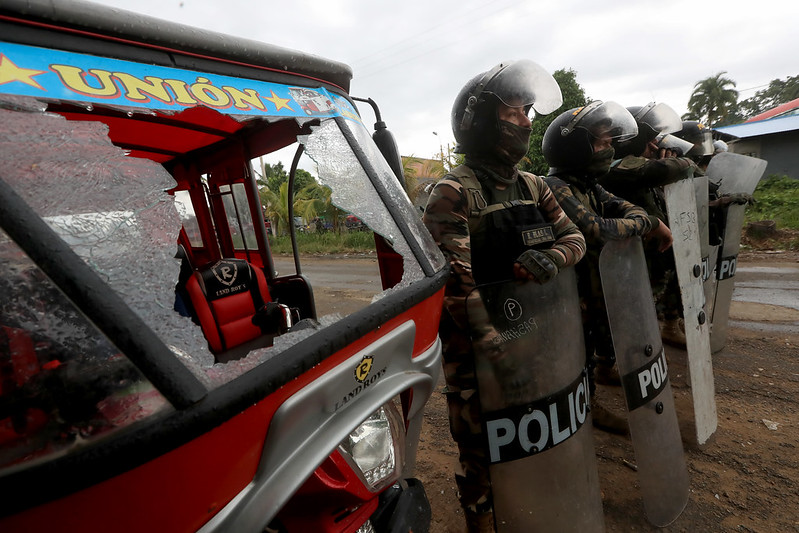
Policía peruana luego de enfrentamientos en Madre de Dios.

La brutalidad policial en Perú es un término utilizado para describir el uso innecesario y excesivo de la fuerza, homicidios extrajudiciales, detenciones, maltrato y asalto por parte de miembros de la Policía Nacional del Perú (PNP) hacia personas e instituciones de la sociedad civil. La violencia policial en Perú ocurre muchas veces dentro del contexto de protestas sociales y es estimulada por prácticas de criminalización de la protesta social como el terruqueo. En el contexto anterior, a pesar de que se cuenta con la Dirección de Seguridad del Estado para tomar decisiones ante los conflictos sociales, la represión o brutalidad policial se ha descrito como una «práctica sistemática» contra la protesta social y su aplicación contribuye al escalamiento de los conflictos sociales. Además, empresas del sector extractivo permiten contratar a fuerzas del orden para defender esos recursos. El uso excesivo de la fuerza por parte de la policía ha sido criticada por los manifestantes, organizaciones de derechos humanos nacionales, Amnistía Internacional y el Consejo de Derechos Humanos de la Naciones Unidas.
Se ha denunciado el uso de armas de fuego que utilizan proyectiles metálicos por la PNP en disturbios, no obstante su uso se encuentra prohibido desde hace una década. En 2020, en el contexto de las protestas en Perú en Lima que surgieron luego de la vacancia de Martín Vizcarra, se encontraron perdigones de plomo en los cuerpos de Brian Pintado e Inti Sotelo (22 y 24 años, respectivamente). Durante el paro agrario de 2020-2021 en Ica, Isaac Ordóñez y Andy Panduro (de 28 y 24 años respectivamente) quedaron parapléjicos luego de recibir balas ojivales de armas de fuego disparadas por la policía. Casos de represión se repitieron en la convulsión social, según denunció inicialmente una familiar de Inti Sotelo.
La Defensoría del Pueblo reportó que 85 personas perdieron la vida durante enfrentamientos con la policía en contextos de protesta social durante el periodo que va desde 2010 a 2021. Se ha argumentado que la brutalidad policial en el país evidencia un racismo y desprecio hacia las personas de ascendencia indígena. Por otro lado, entre 2018 y 2022, solo 14 agentes fueron sancionados por el uso excesivo de la fuerza.

## Contexto legal

### Nacional
De acuerdo a la Constitución Política del Perú de 1993 vigente, en su capítulo I, artículo 2 e inciso 24 se establece que «Nadie puede ser detenido sino por mandamiento escrito y motivado del juez o por las autoridades policiales en caso de flagrante delito». El uso de la fuerza por parte del personal de la Policía Nacional del Perú es regulado por el Decreto Legislativo 1186; un documento que, según el Instituto de Defensa Legal, describe con mayor detalle que su sucesora Ley 30151. El decreto define en su artículo 7 la fuerza letal como «el uso de armas de fuego por el personal de la Policía Nacional, contra quién realiza una acción que representa un peligro real e inminente de muerte o lesiones graves, con el objetivo de controlarlo y defender la vida propia o de otras personas». En el artículo 8 del mismo decreto se indica que la policía podrá utilizar arma de fuego cuando:

El personal de la Policía Nacional del Perú excepcionalmente podrá hacer uso de sus armas de fuego, cuando sea estrictamente necesario y solo cuando medidas menos extremas resulten insuficientes o sean inadecuadas:

a. En defensa propia o de otras personas en caso de peligro real e inminente de muerte o lesiones graves.

b. Cuando se produzca una situación que implique una seria amenaza para la vida durante la comisión de un delito particularmente grave.

c. Cuando se genere un peligro real e inminente de muerte o lesiones graves como consecuencia de la resistencia ofrecida por la persona que vaya a ser detenida.

d. Cuando la vida de una persona es puesta en riesgo real, inminente y actual por quien se está fugando.

e. Cuando se genere un peligro real o inminente de muerte del personal policial u otra persona, por la acción de quien participa de una reunión tumultuaria violenta.
Artículo 8, Decreto Legislativo n.° 1186

Según Transparencia Económica, el Ministerio del Interior invirtió entre 571 y 681 millones de dólares en estrategias para disminuir los efectos de conflictos y protestas sociales durante los años 2021 y 2023.

#### Uso de armas de fuego en disturbios
La Directiva 03-23-DGPNP-DIREOP/COMAPE de la Policía Nacional del Perú de agosto de 2003 establecía las normas y procedimientos para el empleo racional de la escopeta de caza con perdigones de goma no letal, destinada al control y/o restablecimiento de alteraciones del orden público. La directiva indicaba que la escopeta con perdigones de goma solo se usaría a distancias no menores de 35 metros, «procurando siempre» dirigir los disparos a las extremidades inferiores y tomando en cuenta la obligación de dar avisos previos con altavoces a los manifestantes.
La Directiva 03-17-2015-DIRGEN-PNP/EMG-PNP-B de agosto de 2015 reemplazó la directiva anterior y estableció el uso solamente de perdigones de goma o cápsulas de gas irritante en disturbios. La directiva vigente es menos rigurosa en cuanto a la distancia mínima de los disparos o la indicación de disparar a las extremidades.
El uso de armas de fuego con proyectiles metálicos en disturbios por parte de la policía se encuentra prohibido en Perú.

#### Exención de responsabilidad policial en el Código Penal
En 2014 se promulgó una cláusula que fomenta la exención de responsabilidad policial a las Fuerzas Armadas y la Policía, el artículo 20 de la ley 30151. Con la actualización de la ley 31012 en 2020, el artículo 20 numeral 11 del Código Penal peruano señaló que no sería sentenciado al «personal de […] la Policía Nacional del Perú que, en el cumplimiento de su función constitucional y en uso de sus armas u otro medio de defensa».
En 2024, el Congreso de la República aprobó un dictamen para que los fiscales no soliciten detención preliminar o preventiva a los policías que causen lesiones o incluso la muerte con armas de fuego, con el presunto fin de «combatir la inseguridad ciudadana».

### Internacional
En los Principios básicos sobre el empleo de la fuerza y de armas de fuego por los funcionarios encargados de hacer cumplir la ley, una normativa de la Oficina del Alto Comisionado de las Naciones Unidas para los Derechos Humanos adoptada en 1990, se establece que es la máxima obligación de las fuerzas armadas estatales el respeto y la protección de la vida. El principio 5 de la normativa establece que:

5. Cuando el empleo de las armas de fuego sea inevitable, los funcionarios encargados de hacer cumplir la ley:

a) Ejercerán moderación y actuarán en proporción a la gravedad del delito y al objetivo legítimo que se persiga;

b) Reducirán al mínimo los daños y lesiones y respetarán y protegerán la vida humana;

c) Procederán de modo que se presten lo antes posible asistencia y servicios médicos a las personas heridas o afectadas;

d) Procurarán notificar lo sucedido, a la menor brevedad posible, a los parientes o amigos íntimos de las personas heridas o afectadas.

## Conflictos sociales

### Marcha de los Cuatro Suyos
En el año 2000, el periodista estadounidense Paul Dennis Vanotti realizó una denuncia contra a Juan Carlos Mejía León, jefe de la operación policial, por realizar un disparo a su persona.

### Manifestaciones contra el gobierno de Alejandro Toledo
Se reportaron varios casos de brutalidad, muchos de ellos ocurridos bajo la gestión ministerial de Fernando Rospigliosi.
Entre los casos más notables se encuentran las muertes del estudiante universitario Edgar Pinto Quintanilla en 2002 y Eddy Quilca en mayo de 2003, siendo esta última registrada tras la implementación del estado de emergencia respaldado por fuerzas armadas. En 2005, se reportó la desaparición forzada de Ernesto Castillo Páez, siendo sentenciados posteriormente tres agentes policiales por su implicación en el hecho planificado.
Asimismo, en septiembre de 2006 se realizó un operativo policial del Proyecto Especial de Control y Reducción de Cultivos Ilegales en el Alto Huallaga hacia los habitantes de Sión, en San Martín.

### Paro agrario de 2008
En 2008, la congresista Juana Huancahuari denunció la muerte de dos personas por policías durante el paro agrario de ese año. Como resultado, se creó la Comisión Investigadora para realizar la exhumación, que en 2009 concluyó que ambas muertes «constituyen ejecuciones extrajudiciales». Se realizó un juicio ante el Comité de Derechos Humanos de la ONU en los años 2010, caso que en 2022 se emitió un fallo a favor de los familiares de las víctimas por medio de una reparación civil.

### El Baguazo
El 5 de junio de 2009 en el contexto del conflicto de Bagua sucedió la llamada masacre de Bagua, también llamada Baguazo, en las cercanías de la localidad de El Reposo muy próxima a las ciudades de Bagua y Bagua Grande, en el departamento peruano de Amazonas. Se trató de una medida drástica a causa del bloqueo de carreteras y conllevó a un decretado toque de queda. Según la información oficial del gobierno, el enfrentamiento tuvo un saldo de 33 personas fallecidas (23 policías y 10 nativos) y 1 desaparecido.

### Muerte de Brian Pintado e Inti Sotelo
Las muertes de Inti Sotelo y Bryan Pintado sucedieron durante la noche del 14 de noviembre del 2020, en el marco de las protestas realizadas como reacción a la vacancia del presidente Martín Vizcarra y la investidura de Manuel Merino como presidente. Ambos hechos, generados durante el enfrentamiento entre los manifestantes y personal de la Policía Nacional del Perú, iniciaron esa misma noche una cadena de renuncias de los ministros que conformaban el gabinete de Ántero Flores-Aráoz y, al día siguiente, la renuncia del propio Manuel Merino.

### Paro agrario de 2020-2021
El paro agrario del Perú se refiere a una serie de protestas que se desarrollaron de forma inicial en el departamento de Ica, desde el 30 de noviembre de 2020, por parte de agricultores que denunciaron ser víctimas de maltrato y malas condiciones laborales. A ellos se le sumaron agricultores del departamento de La Libertad y Piura. Los trabajadores pedían la derogatoria de la Ley de promoción agraria (ley n.° 27360 o Ley Chlimper), cuya vigencia había sido ampliada el año anterior hasta el 31 de diciembre de 2031 a partir del Decreto de Urgencia 043-2019, durante el Gobierno del presidente Martín Vizcarra.
Los manifestantes fueron escuchados por el Consejo de Ministros, quienes en conversaciones con el Congreso, después de varios días aprobaron el Proyecto de Ley n.° 5759 que derogaba la Ley n.° 27360. Así, en el quinto día de paro agrario, los manifestantes liberaron la Panamericana Sur. Las protestas dejaron dos muertos.
El 21 de diciembre, un día después de que los parlamentarios en el Congreso de la República no llegaran a un acuerdo para aprobar la nueva ley agraria, los manifestantes retomaron el bloqueo de la Panamericana Sur. Los gremios agricultores anunciaron que se desarrollará oficialmente un paro agrario nacional desde el 29 de diciembre de 2020. Desde el reinicio del paro se registraron doce muertes relacionadas al paro, todas en el departamento de La Libertad. El 17 de enero de 2021 se registró la última protesta relacionada al paro agrario, por parte de manifestantes que exigían justicia por los fallecidos.

### Convulsión social
En el marco de la convulsión social, se registraron varios casos de manifestantes asesinados por proyectiles disparados por policías. Los hechos ocurrieron en las ciudades de Ayacucho, Juliaca y Macusani, entre otras. La periodista Jacqueline Fowks explicó que la Policía ha desempeñado un papel importante en la coalición conservadora que cuenta con el apoyo de la mayoría de las figuras de los poderes legislativo y ejecutivo, quienes son fuertemente rechazados por los manifestantes. Además, en 2024, el gremio agroexportador ADAS confirmó que había hospedado a efectivos policiales en el departamento de La Libertad como «una forma de apoyar su trabajo» y que se comprometió a un construir un complejo policial.

#### Masacre de Ayacucho
La masacre de Ayacucho corresponde a una serie de acontecimientos violentos ocurridos durante los días 15 y 16 de diciembre de 2022 en la ciudad de Huamanga (Ayacucho) durante el contexto de las manifestaciones suscitadas en la convulsión social de Perú.Producto de un fallido intento de los manifestantes para tomar el Aeropuerto Coronel FAP Alfredo Mendívil Duarte, defendida por efectivos del Ejército y la Policía Nacional, se reportó la muerte de 10 civiles y 61 heridos (90% de los heridos tenían heridas de bala, mientras que todos los fallecidos tenían disparos en la cabeza o el torso).

#### Masacre de Juliaca de 2023
La masacre de Juliaca corresponde a unos episodios violentos del 9 de enero de 2023, en que la Policía Nacional del Perú disparó contra los manifestantes en Juliaca durante la paralización de Puno en el contexto de las protestas de 2023. Al menos 18 manifestantes murieron y más de 100 resultaron heridos, además de que todas las muertes se atribuyeron a heridas de bala. Un policía también falleció quemado aquel día por perpetradores, quienes fueron detenidos el 25 de marzo de 2023.